# Hogna lacertosa
Hogna lacertosa este o specie de păianjeni din genul Hogna, familia Lycosidae. A fost descrisă pentru prima dată de L. Koch, 1877.
Este endemică în South Australia. Conform Catalogue of Life specia Hogna lacertosa nu are subspecii cunoscute.